# Шарифов, Мустафа Мазахир оглы
Мустафа́ Мазахи́р Шари́фов оглы́ (азерб. Mustafa Məzahir Şərifov oğlu, англ. Mustafa Sharifov; род. 9 января 1996 года в Баку, Азербайджан) — российский спортсмен азербайджанского происхождения, выступающий в кикбоксинге, смешанных боевых искусствах, боксе и боях на голых кулаках. Чемпион кулачной лиги TDFC в лёгком весе (2021—2022). Чемпион Ростовской профессиональной лиги по кикбоксингу по версии R-1 и победитель любительского Кубка мира 2016 года по версии WAKO. Призёр МВД России по боксу.

## Биография
Мустафа (Мурад) Шарифов родился в Азербайджане. В возрасте 2-ух лет, семья переехала из Баку в Ростов-на-Дону (Россия). Спортом начал заниматься, так как отец, Шарифов Мазахир Мустафа оглы, также в юности занимался боксом, но проиграв свой последний бой, захотел чтобы сын достиг больших результатов в спорте, и с детства приветствовал и содействовал занятиям сына боевыми видами спорта.
Мать Мустафы — Гайджаева Тамила Байрам кызы, домохозяйка.
В детстве Мустафа также занимался футболом, и в 2009 году занял 1 место на турнире ДФЛ РСДМО, города Ростов-на-Дону. Также недолгое время занимался Тхэквондо
В настоящий момент работает тренером по боксу в Ростове-на-Дону в академии спорта и спортивных единоборств R-1.

## Любительская спортивная карьера
С 3 по 7 октября 2012 года, состоялся турнир по кикбоксингу Diamond. Шарифов завоевал первое место в весовой категории до 63 кг в категории full-contact. Кубок мира проводился под эгидой любительской кикбоксерской организации WAKO. С 21 по 26 сентября 2016 года состоялся кубок мира по кикбоксингу, в котором Шарифов принял участие в весовой категории до 67 кг. В финале Шарифов проиграл, но вызвался на замену травмированному бойцу, в другой весовой категории. В финале Шарифов одолел Южноафриканца Байса Франсуа, и завоевал золото в весовой категории до 81 кг.
7 марта 2018 года Мустафа Шарифов занял третье место на чемпионате МВД России по боксу, в весовой категории до 69 кг. Шарифов выступал за команду ГУ МВД России в Ростовской области.
В марте 2018 года в городе Орёл, Шарифов занял второе место на чемпионате МВД России по рукопашному бою. На этом турнире Шарифов выполнил норматив мастера спорта.
За свою любительскую карьеру Шарифов неоднократно становился чемпионом и призёром ЮФО по боксу, многократным призёром Ростова, Ростовской области, и различных турниров по боксу, карате, рукопашному бою и кикбоксингу.

## Профессиональная спортивная карьера

### Профессиональный кикбоксинг
24 января 2015 года  в рамках 3-го Международного Антинаркотического лагеря, организованного Национальным Антинаркотическим Союзом (НАС), Шарифов провёл 5-и раундовый поединок по профессиональным правилам кикбоксинга в организации WAR-1, с французом Камелом Хаммехом. Бой продлился все отведённые 5 раундов, и единогласным решением судей победил Шарифов, став новым чемпионом в средней весовой категории организации R-1.

### Смешанные боевые искусства
19 мая 2019 года на турнире по смешанным единоборствам ProFC 65, провёл дебютный бой в ММА, в котором одержал победу раздельным решением судей над небитым ранее россиянином, Сеймуром Рзаевым (3-0). Бой проходил в рамках полулёгкого веса.
18 декабря 2021 года свёл в ничью бой с опытным бойцом из Донецка, Александром Подлесным (17-7).

### Бои на голых кулаках

#### Top Dog FC
29 июля 2020 года дебютировал в кулачной лиге Top Dog FC, на 4-м номерном турнире. Шарифов согласился на бой на очень коротком уведомлении, менее чем за сутки до самого поединка, и всю ночь ехал на автомобиле из Ростова в Москву. В дебютном бою Шарифов уверенно победил по очкам более крупного бойца из Дагестана, мастера спорта по тайскому боксу, Мурада Арцулаева. Вес Шарифова составлял 77 кг, а Арцулаева 82 кг.
На 5-м номерном турнире Топ Дог, Шарифов, будучи на 14 см. ниже своего оппонента, в конкурентном бою одолел по очкам боксёра из Украины, мастера спорта по боксу, Артура Давыденко. Данный бой выдался очень конкурентным и сложным для обоих бойцов.
11 февраля 2021 года Мустафа встретился с опасным соперником, Георгием Элояном. Ставки на Шарифова после его тяжёлого боя с Давыденко, составляли 2,49. В то время как на Элояна всего 1,6, и он подошёл к этому поединку в качестве большого фаворита. В данном бою разыгрывался статус обязательного претендента на чемпионский перстень Top Dog в весовой категории до 70 кг. Бойцы уверенно начали первый раунд, но Шарифов удачно контратаковал, чем заставил фаворита в лице Георгия Элояна, принять тактику защиты. К концу первого раунда под левой бровью Элояна образовалась большая сечка, и так же разбит нос. Второй раунд начался более осторожно, но Шарифов по прежнему чаще попадал, и лучше контролировал дистанцию, несмотря на более короткий размах рук. К третьему раунду Элоян, понимая что проигрывает бой, решил пойти «ва-банк», и работал весь раунд первым номером, но Шарифов успешно защищался и успешно контратаковал. По итогу Шарифов убедительно взял бой, и стал главным претендентом на перстень в весовой категории до 70 кг.
25 июня 2021 года на арене БКЗ «Крылья Советов», в Москве, состоялся 9-й турнир кулачной лиги Top Dog. В главном бою вечера Мустафа Шарифов (3-0) встретился с Алексеем Мельниковым (3-1) в поединке за вакантный перстень чемпиона Топ Дог в лёгкой весовой категории (с весовым лимитом до 70 кг). Поединок вышел очень осторожным и проходил преимущественно на дистанции. При сближении бойцы шли в клинч, и Шарифов нивелировал ударную мощь своего оппонента. Шарифов часто бравировал и работая вторым номерам провоцировал Мельникова идти на сближение и контратаковал своего соперника. Финальные раунды вышли не очень контрастными на действия в ринге, и по итогу пяти раундов Шарифов одержал уверенную и комфортную победу судейским решением, и стал обладателем золотого чемпионского перстня. После поединка состоялся стердаун и анонс предстоящий защиты перстня с новым 1-м номером рейтинга лёгкого веса, Николаем «Чибисом» Чибисовым.
5 февраля 2022 года Шарифов защитил чемпионский перстень, одолев по очкам обязательного претендента Николая Чибисова (5-1).
8 ноября 2022 года Шарифов покинул лигу и перешёл в другую кулачную организацию, Hardcore FC.

#### Hardcore FC
В ноябре 2022 года Мустафа Шарифов подписал контракт с кулачной лигой Hardcore FC, и заявил на конференции о своих чемпионских амбициях в весовых категориях до 70 кг и до 66 кг. В первом бою Шарифов должен был встретиться с опытным боксёром, Исламом Думановым в пятирандовом бою за временный пояс весовой категории до 70 кг. Поединок сначала был перенесён, а позже и был заменён соперник на другого мастеровитого боксёра — Радмира «Кири Бубу» Абдурахманова. Поединок не был санкционирован за временный пояс, но регламент пяти раундов сохранился. Трансляция поединка состоялась в прямом эфире. Бой прошёл 30 января 2023 года. Шарифов уверенно победил по очкам, уверенно взял первые три раунда и лишь затем немного снизи темп, что не помешало ему победить единогласным решением судей.
27 июля 2023 года вышел оффлайн выпуск на Ютубе с поединком Мустафы Шарифова и МСМК по боксу, Исламом Думановым. В зрелищном 5-и раундовом бою в лёгкой весовой категории (до 70 кг) Мустафа Шарифов владел преимуществом на протяжении всего поединка, лишь в третьем раунде был один раз потрясён Думановым, и в некоторых эпизодах соперник нанёс несколько точных попаданий. Но несмотря на явное преимущество в точных попаданиях и существенной разнице в уроне, судьи посчитали победу Шарифова лишь раздельным решением. Данный поединок получил премию «Бой года» по версии организации Hardcore FC. Впервые за кулачную карьеру Шарифов получил ощутимую травму — перелом пястных костей правой руки, и был вынужден взять небольшой перерыв в выступлениях. Также по итогам 2023 года, Мустафа Шарифов получил награду «Проспект года».

## Статистика поединков
В таблице перечислены результаты всех поединков боксёров.
В каждой строке указан результат поединка. Дополнительно номер поединка обозначен цветом, который обозначает итог поединка. Расшифровка обозначений и цветов представлена в нижеследующей таблице.
| Пример | Расшифровка                     |
| ------ | ------------------------------- |
|        | Победа                          |
|        | Ничья                           |
|        | Поражение                       |
|        | Планируемый поединок            |
|        | Поединок признан несостоявшимся |
| КО     | Нокаут                          |
| ТКО    | Технический нокаут              |
| PTS    | Решение судей (по очкам)        |
| UD     | Единогласное решение судей      |
| MD     | Решение большинства судей       |
| SD     | Раздельное решение судей        |
| RTD    | Отказ от продолжения боя        |
| DQ     | Дисквалификация                 |
| NC     | Поединок признан несостоявшимся |

## Особенности стиля
Шарифов ведёт уникальную тактику поединков, учитывая его собственные габариты. Имея невысокий рост и небольшой размах рук, выступает в весовой категории до 70 кг, и зачастую встречается с соперниками которые значительно превосходят его по габаритам. Мустафа работает часто на дальней дистанции, и работает в защитном стиле. Шарифов умеет хорошо контролировать дистанцию, и при контратаках проводит взрывные комбинации. Умеет хорошо работать как первым так и вторым номером в ринге.